# Uncinia
Uncinia är ett släkte av halvgräs. Uncinia ingår i familjen halvgräs.

## Bildgalleri

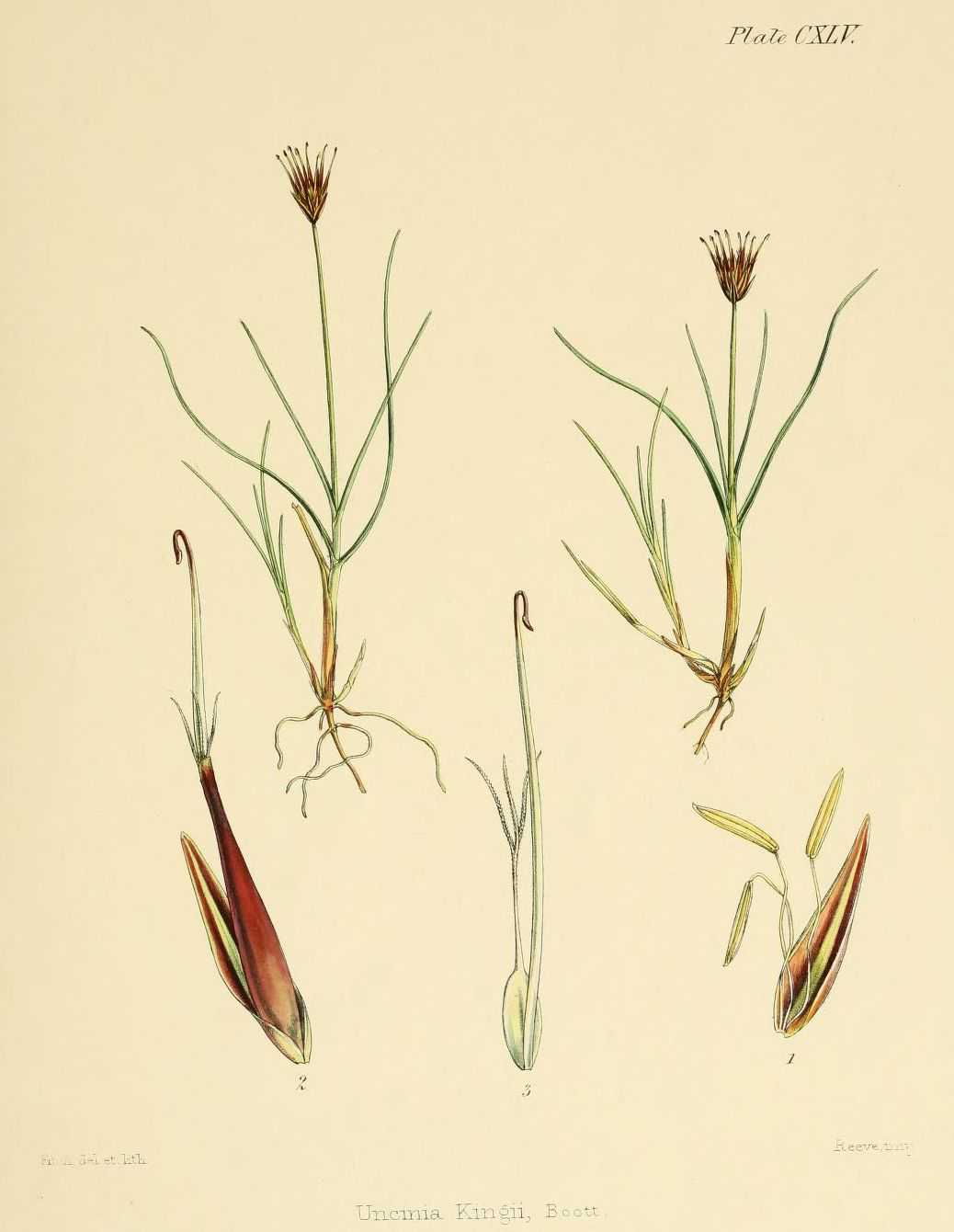
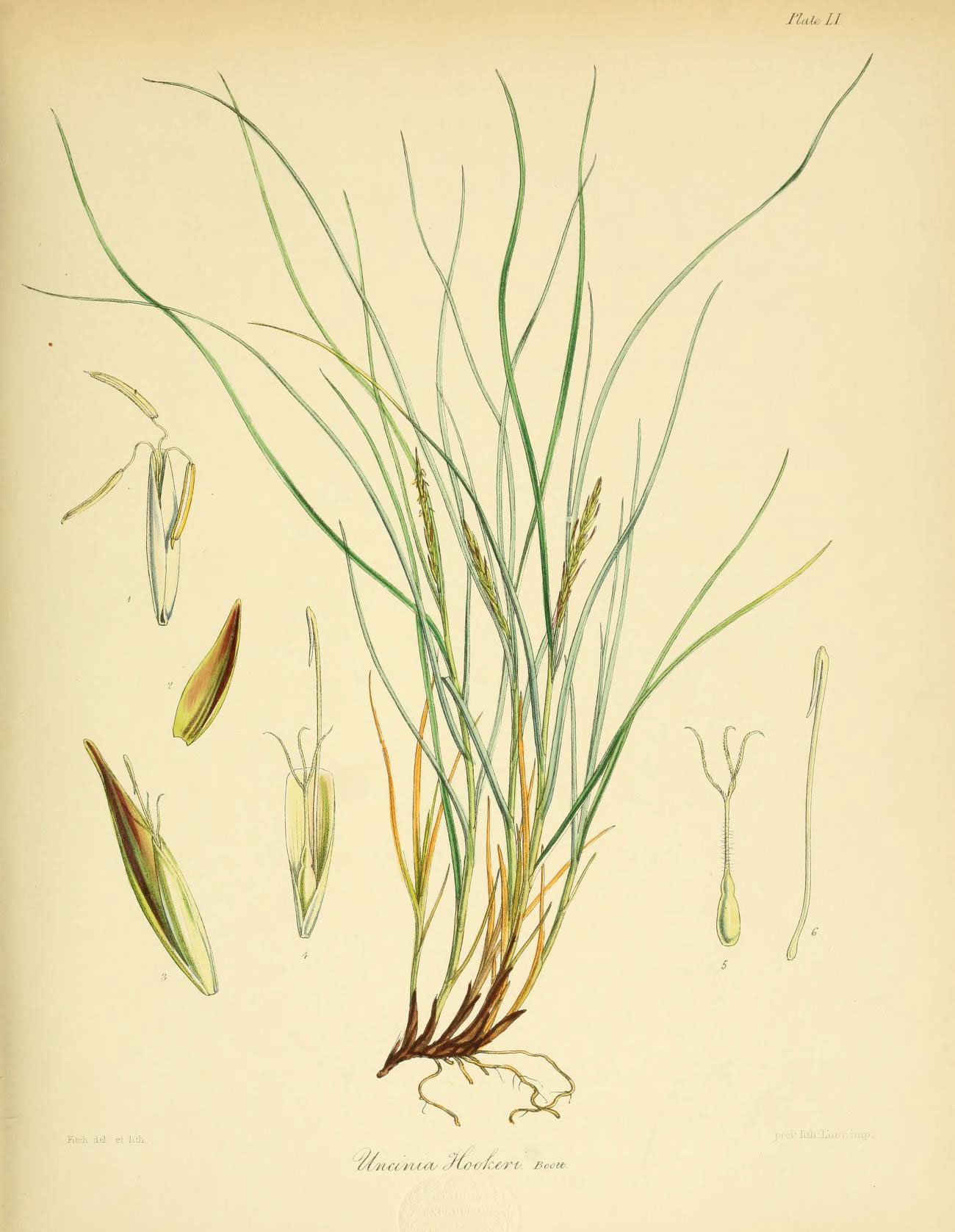
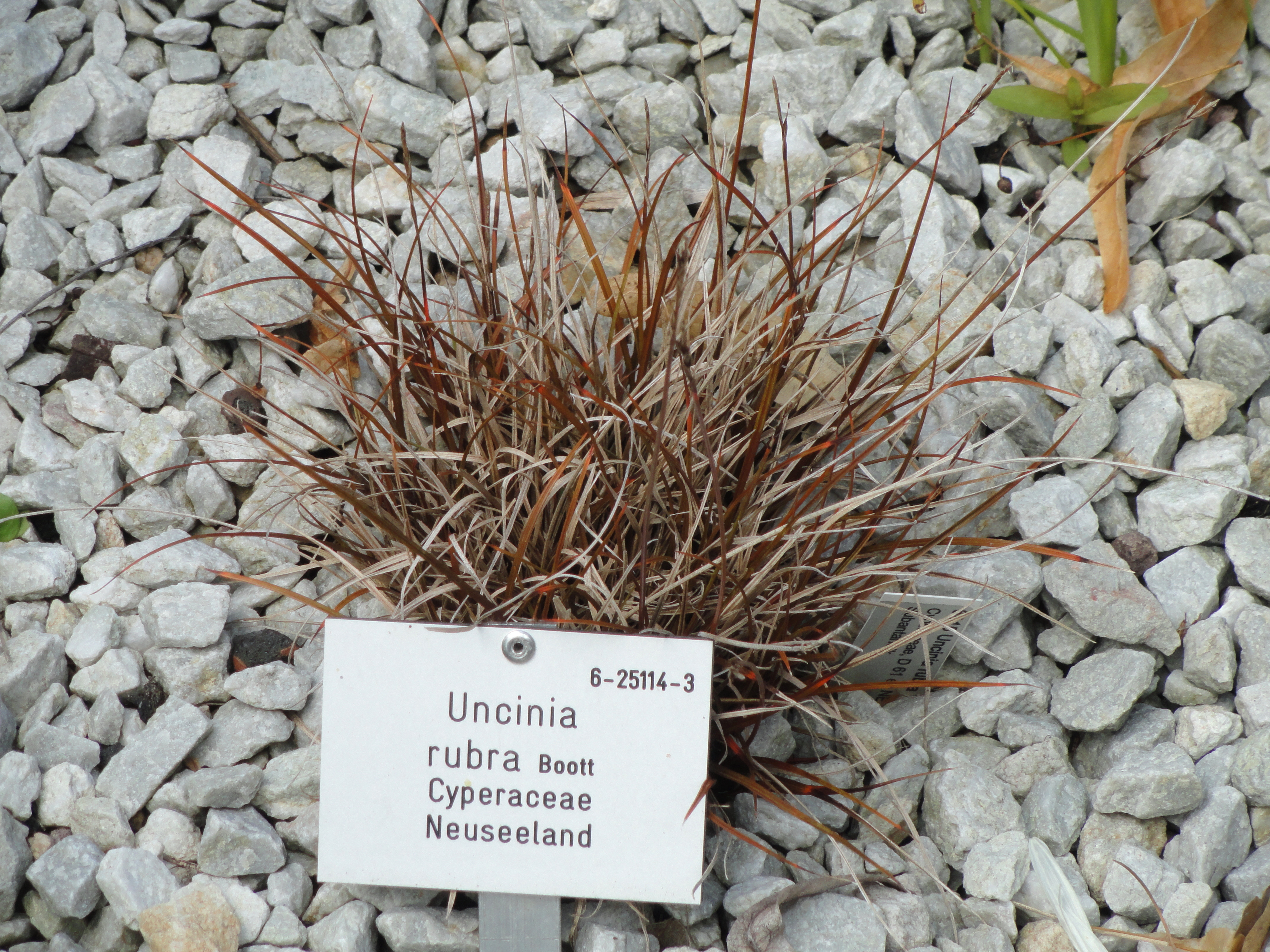
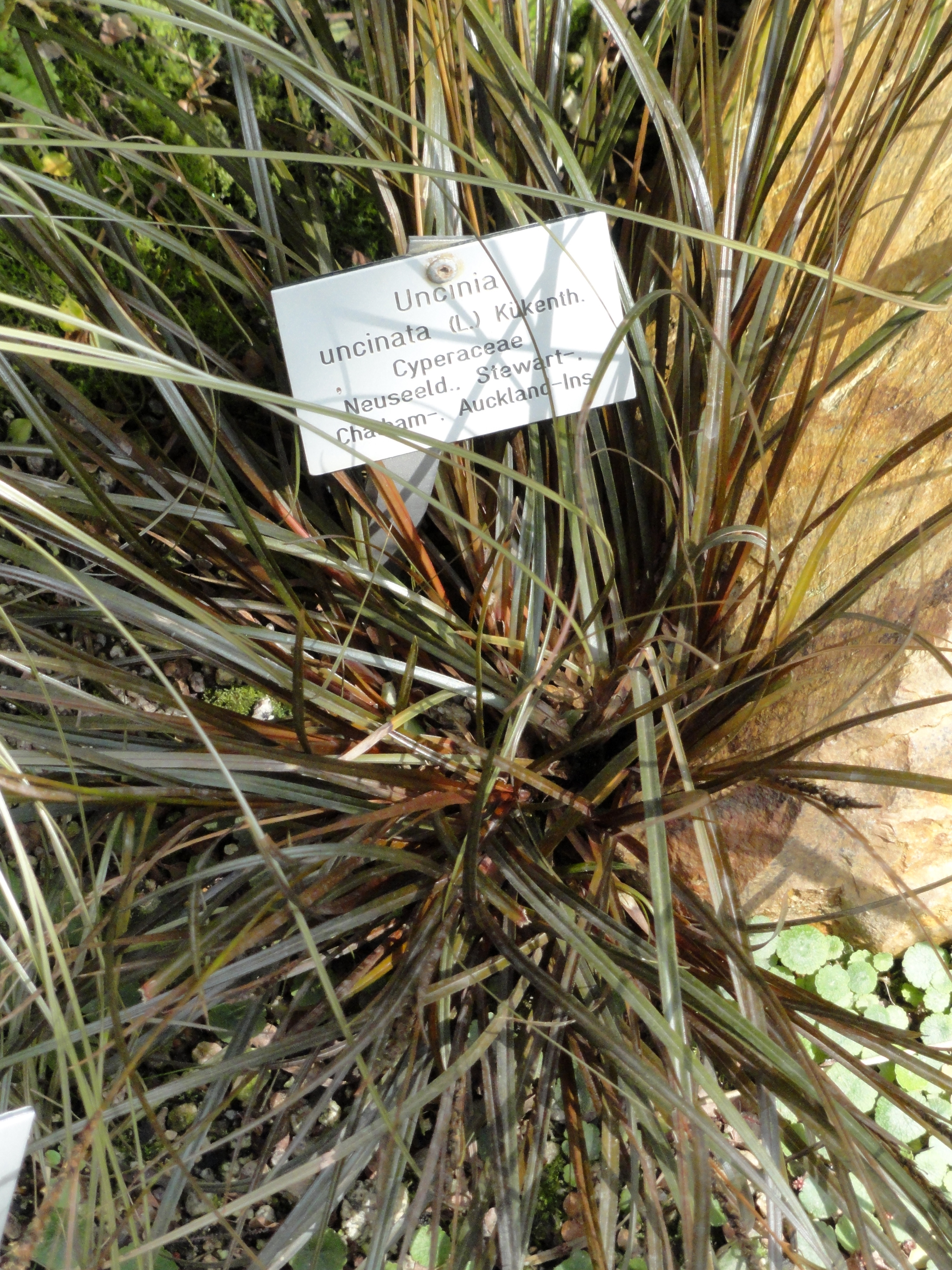
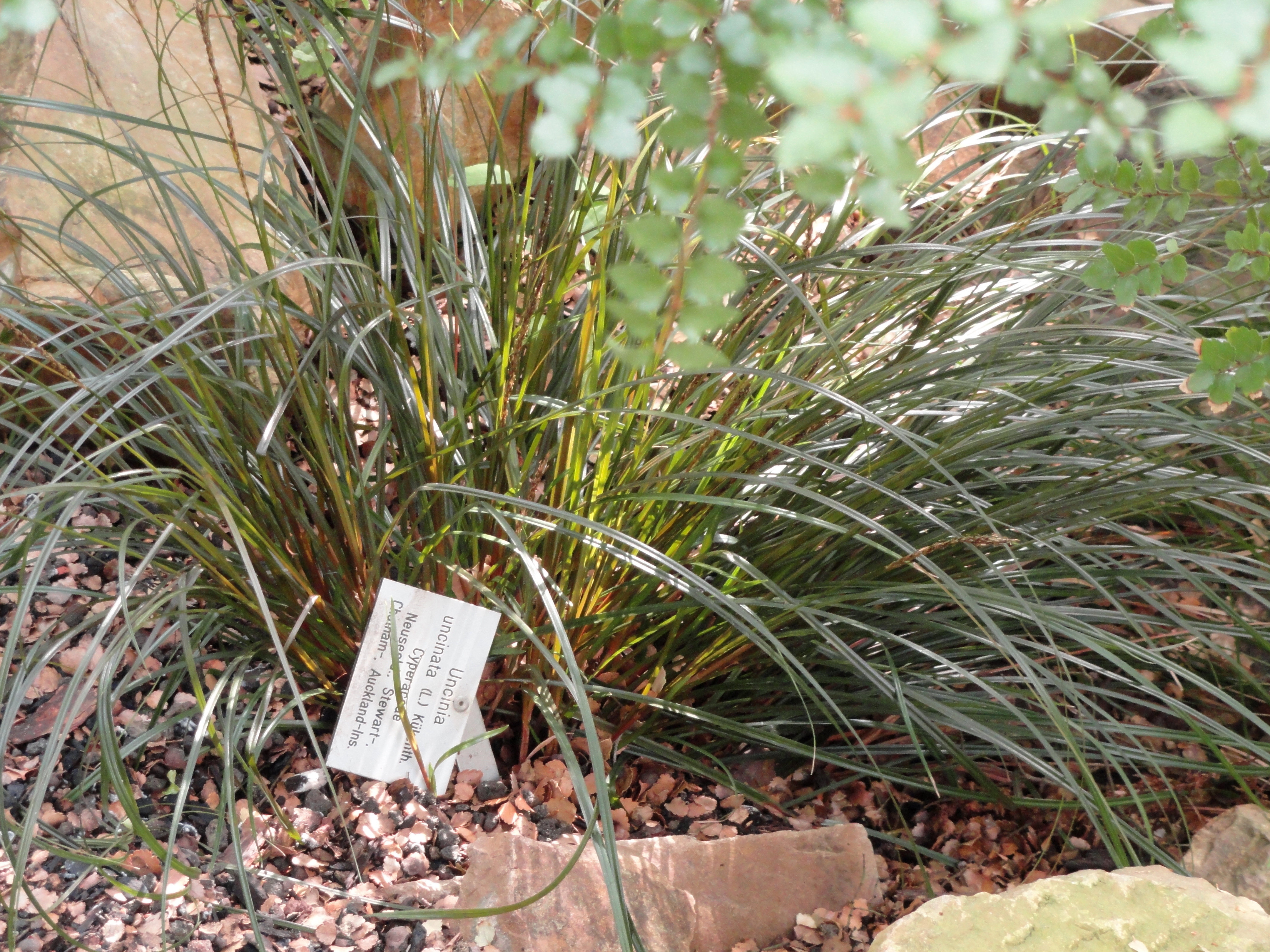
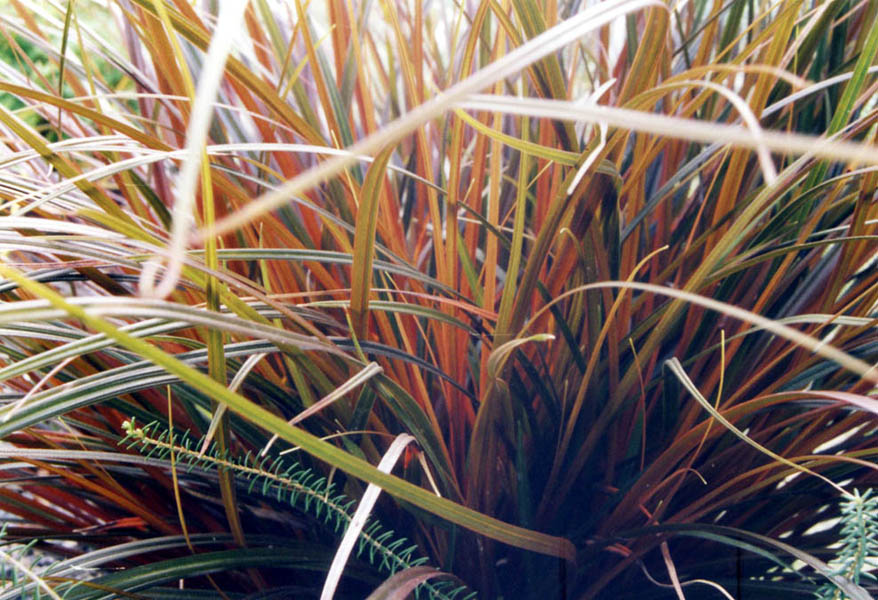

## Dottertaxa tillUncinia, i alfabetisk ordning[1]
- Uncinia affinis
- Uncinia andina
- Uncinia angustifolia
- Uncinia araucana
- Uncinia aspericaulis
- Uncinia astonii
- Uncinia aucklandica
- Uncinia austroamericana
- Uncinia banksii
- Uncinia brevicaulis
- Uncinia caespitosa
- Uncinia chilensis
- Uncinia clavata
- Uncinia compacta
- Uncinia costata
- Uncinia dawsonii
- Uncinia debilior
- Uncinia dikei
- Uncinia distans
- Uncinia divaricata
- Uncinia douglasii
- Uncinia drucei
- Uncinia ecuadorensis
- Uncinia egmontiana
- Uncinia elegans
- Uncinia erinacea
- Uncinia ferruginea
- Uncinia filiformis
- Uncinia flaccida
- Uncinia fuscovaginata
- Uncinia gracilenta
- Uncinia hamata
- Uncinia hookeri
- Uncinia involuta
- Uncinia koyamae
- Uncinia lacustris
- Uncinia laxiflora
- Uncinia lechleriana
- Uncinia leptostachya
- Uncinia longifructus
- Uncinia macloviana
- Uncinia macloviformis
- Uncinia macrolepis
- Uncinia macrophylla
- Uncinia multifaria
- Uncinia negeri
- Uncinia nemoralis
- Uncinia obtusifolia
- Uncinia paludosa
- Uncinia perplexa
- Uncinia phleoides
- Uncinia purpurata
- Uncinia rapaensis
- Uncinia riparia
- Uncinia rubra
- Uncinia rubrovaginata
- Uncinia scabra
- Uncinia scabriuscula
- Uncinia silvestris
- Uncinia sinclairii
- Uncinia strictissima
- Uncinia subsacculata
- Uncinia sulcata
- Uncinia tenella
- Uncinia tenuifolia
- Uncinia tenuis
- Uncinia triquetra
- Uncinia uncinata
- Uncinia viridis
- Uncinia zotovii